# Ba'ath-partiet
Ba'ath, Det Socialistiske Parti for arabisk Genfødelse, er et arabisk socialistisk parti. Kan også staves Ba'th, Ba'ath eller Baath. 
Det blev stiftet i Damaskus i 1943 af Salah ad-Din al-Bitar og Michel Aflak som et arabisk sekulært nationalistisk politisk parti, der arbejdede for etableringen af en arabisk enhed. Det fungerede som et pan-arabisk parti med afdelinger i 6-7 arabiske lande. Det var dog kun i Syrien og Irak partiet udviklede sig til et magtfuldt parti.

## Syrien
Partiet kom til magten i Syrien i 1963. Bevægelsen har været præget af mange interne uenigheder, ligesom der har været konflikter med flere nordafrikanske ledere. I 1966 deltes de syriske og irakiske afdelinger i rivaliserende organisationer. Begge organisationer beholdt navnet. I 1970 overtog general Hafiz al-Assad magten i partiet i Syrien, hvilket skabte ro.

## Irak
Ba'ath-partiet overtog ledelsen af Irak i 1968, fra 1979 med al-Aassads rival Saddam Hussein som leder.
| Politik | Spire Denne artikel om politik og ideologi er en spire som bør udbygges. Du er velkommen til at hjælpe Wikipedia ved at udvide den. |